# New Seasons
New Seasons è un album in studio del gruppo country alternativo canadese The Sadies. È stato pubblicato nel 2007 con l'etichetta Outside Music in Canada e con Yep Roc negli Stati Uniti.
L'album è stato candidato nella lista lunga per il Polaris Music Prize 2008 e candidato nella rosa dei candidati per Roots & Traditional Album of the Year - Group ai Juno Awards 2008.

## Tracce
1. Introduction
2. The First Inquisition, Pt. IV
3. What's Left Behind
4. Sunset to Dawn
5. Yours to Discover
6. Anna Leigh
7. The Trial
8. My Heart of Wood
9. A Simple Aspiration
10. Wolf Tones
11. Never Again
12. The Land Between
13. The Last Inquisition, Pt. V